# 2008年夏季奧林匹克運動會男子100米背泳比賽
2008年夏季奧林匹克運動會的游泳比賽－男子100米背泳於8月10日至8月12日在北京國家游泳中心進行。男子100米背泳的達標成績為55.14秒（A組別）及57.07秒（B組別）。

## 獎牌榜
| 獎牌 | 運動員                 | 成績       |
| 金牌 | 阿伦·（美国）          | 52.54 (WR) |
| 銀牌 | 马特·（美国）          | 53.11      |
| 銅牌 | 海登·（） · （俄罗斯） | 53.18      |

## 紀錄
以下是截止比賽進行前仍然保持的世界紀錄及奧運紀錄：
| 紀錄     | 運動員        | 國家或地區 | 成績    | 地點       | 日期          |
| -------- | ------------- | ---------- | ------- | ---------- | ------------- |
| 世界紀錄 | 阿龍·佩爾索爾 | 美国       | 52.89秒 | 美國奧馬哈 | 2008年7月1日  |
| 奧運紀錄 | 阿龍·佩爾索爾 | 美国       | 53.45秒 | 希臘雅典   | 2004年8月21日 |